# The Numbers
The Numbers是一家位于美国加利福尼亞州比佛利山的电影行业数据网站，以系统化、算法化的方式追踪票房收入。该网站还开展电影项目的研究服务和收入预测。该网站由布鲁斯·纳什（Bruce Nash）于1997年创办。

## 历史
该网站由布鲁斯·纳什（Bruce Nash）于1997年在加利福尼亚州比佛利山创办。
2020年3月21日，The Numbers发布声明称，由于COVID-19全球大流行导致电影院关闭，“我们预计短期内不会有太多的票房报告”，由于缺乏电影公司的票房数据，没有报告往常的每日票房估算。

## 延伸閱讀
- . Business Wire. 2010-11-10  [2018-11-09]. （原始内容存档于2018-06-15）.
- . Variety. 2013-11-13  [2018-11-09]. （原始内容存档于2018-06-15）.

## 外部連結
- 官方网站
- The Numbers Bankability Index（页面存档备份，存于）
- Nash Information Services（页面存档备份，存于）